# عيسى حداد
اسمه الكامل عيسى بن ضيف الله حداد كاتب وشاعر و طبيب سوري ولد عام 1943 في قرية رخم من أعمال حوران جنوب سوريا

## مؤهلاته العلمية
- _بكالوريا الفرع العلمي – سورية 1960
- _دكتوراه في الطب البشري، كلية الطب، جامعة دمشق، 1971
- _دبلوم في الدراسات العليا في البيولوجيا الطبية، كلية الطب، جامعة دمشق، 1974
- _دبلوم جامعي في الدمويات، فرنسا 1976
- - دبلوم جامعي في المناعيات وأمراض الحساسية، فرنسا 1978
- _ليسانس في اللغة العربية والأدب العربي، جامعة ليون، فرنسا 1985
- - متريز في اللغة والأدب العربي، جامعة ليون، فرنسا 1987
- _دبلوم في الدراسات المعمقة في التاريخ القديم، كلية الآداب والعلوم الإنسانية، جامعة بيزانسون، فرنسا 1992- 1993

## نشاطاته
في سوريا:
عمل رئيس تحرير مجلة دراسات في جامعة دمشق، 1966- 1970 / معيد في كلية الطب، جامعة دمشق، 1972- 1978
في الجزائر:
طبيب أخصائي في أمراض الحساسية الصدرية، في مشافي الجزائر العاصمة 1978- 1985 / أستاذ مساعد في معهد العلوم البيولوجية، أستاذ مساعد في معهد علم النفس، جامعة وهران، 1985-1991
في فرنسا:
طبيب في أمراض الربو والألرجيا التنفسية / طبيب باحث في مجال المناعياتو[[الحمات الراشح]ة] 1992-2003

## مجالات أخرى
عمل في مجال تدريب ل المعلوماتية, و رئيس الجمعية العربية الفرنسية للثقافة – عضو في اتحاد الكتاب العرب عبر الأنترنيت – عضو في اتحاد الكتاب العرب في دمشق

## أعماله الأدبية
ألف سلسلتين من الكتب: تتعلق الأولى ببحوث ودراسات في حقل التوراة، صدر منها ثلاث كتب ( نظرات في إشكاليات التوراة " مقاربات ورؤى "، أفكار وأسرار في التوراة والأسفار، النظام الاقتصادي الاجتماعي التوراتي " ناموس وطقوس ومكوس ". والرابع في طريق الصدور ويحمل عنوان " أسرار في مسار التشكّل التاريخي للتوراة والأسفار". أما السلسلة الثانية فتحمل عنوان أسفار الأيام، الأول، بعنوان " في معترك الحياة " والثاني " على درب الجامعة " نشر مقالات في دورية طبية تحمل عنوان التجوال بين المرض والسياسة، تناولت حتى الآن روزفلت وتشرشل.. قصائد شعرية بعنوان " أناشيد القهر والحداد.. مجموعة من القصائد والقصص منشورة في بعض المنتديات.